# Fritz Dähn

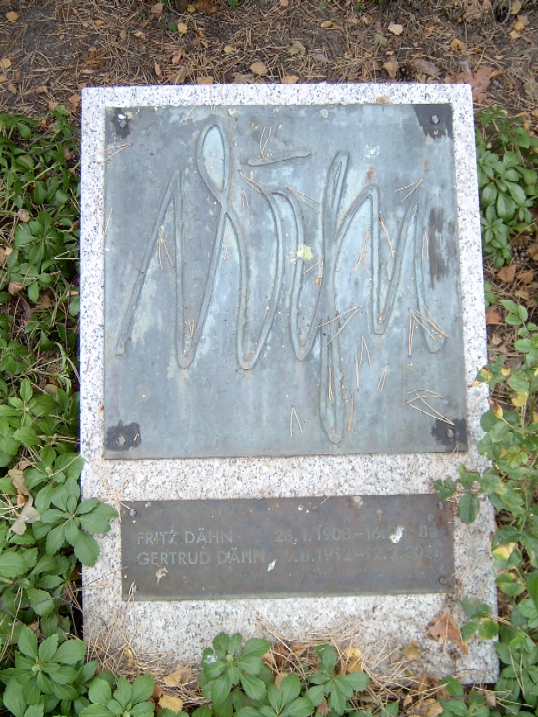
Fritz Dähns grav

Fritz Dähn, född 26 januari 1908 i Heilbronn, död 16 september 1980 i Heilbronn, var en tysk målare och rektor för Kunsthochschule Berlin-Weißensee.
Fritz Dähn studerade, efter studieresor till München, Rom, Venedig och Hamburg, 1930–1934 vid Kunstgewerbeschule i Stuttgart för Arno Waldschmit och Anton Kolig. Han blev svårt sårad under krigstjänstgöringen i Wehrmacht i andra världskriget, och efter kriget undervisade han vid Freien Kunstschule i Stuttgart. År 1948 flyttade han till Weimar och senare till Dresden och Berlin för att verka på olika universitetsposter.
Han fick 1986 Käthe Kollwitzpriset.